# Novetlè
Novetlè és un municipi del País Valencià situat a la comarca de la Costera.

## Geografia
El seu terme municipal està pràcticament rodejat pel de Xàtiva, excepte per la part oest. En la muntanya predominen els materials cretacis, mentre que al costat del llit del riu Cànyoles trobem sediments quaternaris sobre els quals es desenvolupa l'agricultura. La població està situada en terreny pla, a la ribera del riu, als peus de la serra Vernissa, on els habitants del poble practiquen la cacera i l'esport.
Limita amb la Granja de la Costera, Annauir (pedania de Xàtiva), Torrella i Vallés.

## Història
Després de l'ocupació cristiana, els Tallada, cavallers catalans establerts a Xàtiva, compraren una propietat agrícola a un moro nomenat Albisinia. A poc a poc es va anar construint en eixe lloc un nucli de cases i va nàixer així el lloc de Novetlè, poblat per mudèjars. L'any 1534 es va erigir una rectoria de moriscs per a desmembrar-se de Xàtiva; el 1527 comptava amb 20 famílies morisques i el 1602 amb 38; després de l'expulsió dels moriscs, el 1609, és repoblada per diversos veïns de Xàtiva, malgrat la qual cosa el 1646 encara no abastava les trenta famílies. El terratrèmol del 1748, el mateix que va afonar el castell de Montesa, danyà seriosament l'església parroquial.

## Demografia

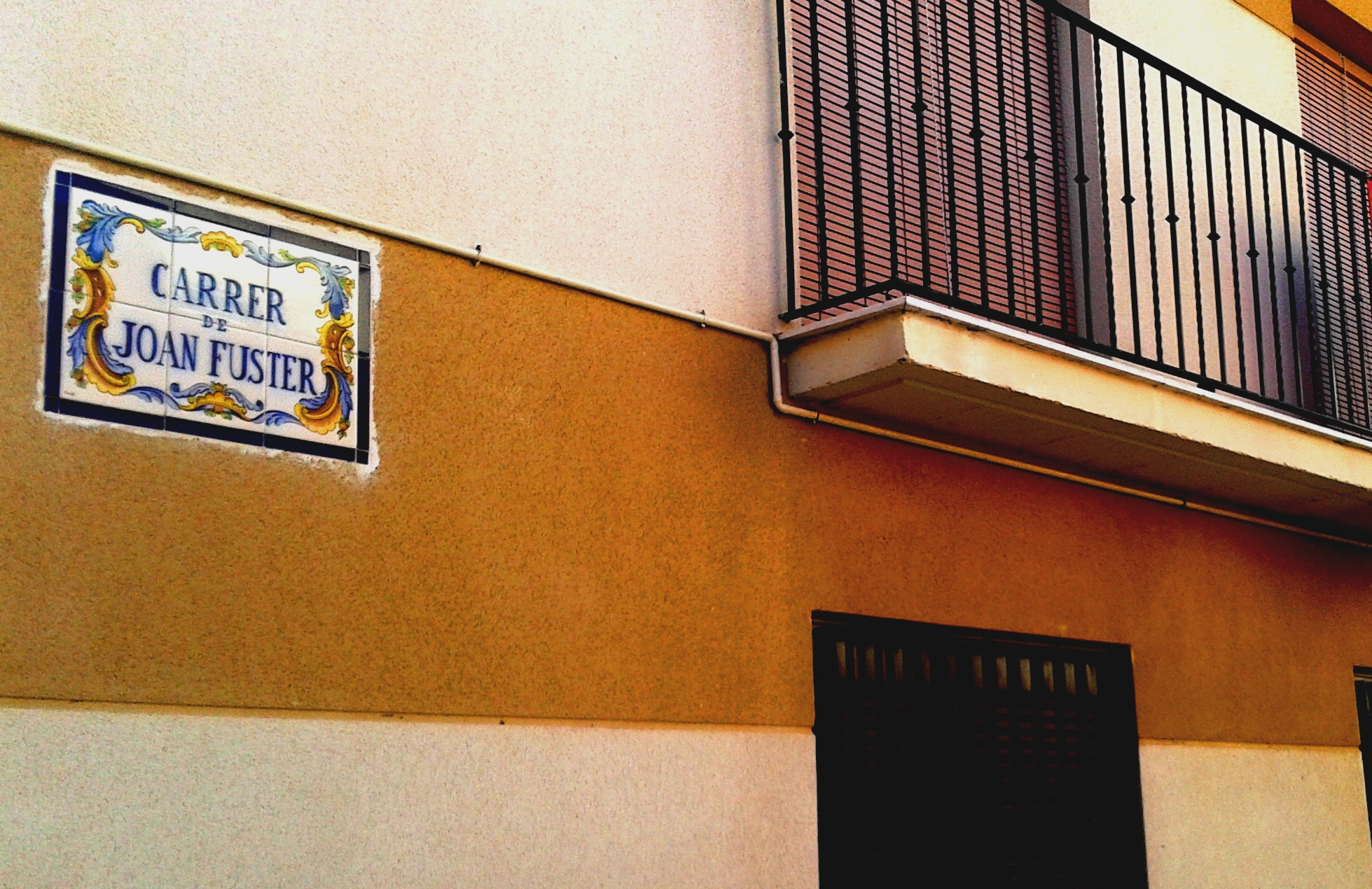
Foto del Carrer Joan Fuster, a Novetlè.

| 1990 | 1992 | 1994 | 1996 | 1998 | 2000 | 2002 | 2004 | 2005 | 2006 | 2007 | 2012 | 2021 |
| ---- | ---- | ---- | ---- | ---- | ---- | ---- | ---- | ---- | ---- | ---- | ---- | ---- |
| 585  | 563  | 623  | 646  | 664  | 670  | 655  | 697  | 715  | 920  | 1015 | 874  | 853  |

## Política i govern

### Composició de la Corporació Municipal
El Ple de l'Ajuntament està format per 7 regidors. En les eleccions municipals de 28 de maig de 2023 foren elegits 3 regidors del Partit Socialista del País Valencià (PSPV-PSOE), 3 de Compromís per Novetlè (Compromís) i 1 del Partit Popular (PP).
| Eleccions municipals de 28 de maig de 2023 - Novetlè |                                          |                                     |                                     |      |          |          |
| Candidatura | Candidatura                              | Candidatura                         | Cap de llista                       | Vots | Vots     | Regidors |
| | Partit Socialista del País Valencià-PSOE |                                     | Rafael Vila Noguera                 | 248  | 47,60%   | 3 (-1)   |
| | Compromís per Novetlè                    |                                     | Ana Mateu Bolinches                 | 194  | 37,24%   | 3 ()     |
| | Partit Popular                           |                                     | José Fernando Arévalo Marco         | 79   | 15,16%   | 1 (+1)   |
| | Vots en blanc                            |                                     |                                     | 6    | 1,14%    |          |
| Total vots vàlids i regidors | Total vots vàlids i regidors             | Total vots vàlids i regidors        | Total vots vàlids i regidors        | 527  | 100 %    | 7        |
| | Vots nuls                                | Vots nuls                           | Vots nuls                           | 9    | 1,68%    |          |
| Participació (vots vàlids més nuls) | Participació (vots vàlids més nuls)      | Participació (vots vàlids més nuls) | Participació (vots vàlids més nuls) | 536  | 78,59%** |          |
| Abstenció | Abstenció                                | Abstenció                           | Abstenció                           | 146* | 21,41%** |          |
| Total cens electoral | Total cens electoral                     | Total cens electoral                | Total cens electoral                | 682* | 100 %**  |          |
| Alcalde: Rafael Vila Noguera (PSPV) (17/08/2023) Per ser la llista més votada, després de no haver obtingut majoria absoluta dels regidors (6 vots: 3 del PSPV i 3 de Compromís) |                                          |                                     |                                     |      |          |          |
| Fonts: JEZ de Xàtiva, Generalitat Valenciana (* No són vots sinó electors. ** Percentatge respecte del cens electoral.)                                                          |                                          |                                     |                                     |      |          |          |

### Alcaldia
Des de 2015 l'alcalde de Novetlè és Rafael Vila Noguera, del Partit Socialista del País Valencià (PSPV-PSOE).
| Període                       | Alcalde o alcaldessa                                              | Partit polític | Data de possessió                | Observacions         |
| ----------------------------- | ----------------------------------------------------------------- | -------------- | -------------------------------- | -------------------- |
| 1979–1983                     | Rafel Vila Pla                                                    | UCD            | 19/04/1979                       | --                   |
| 1983–1987                     | Josefa Mateu Palomares                                            | PSPV-PSOE      | 28/05/1983                       | --                   |
| 1987–1991                     | Josefa Mateu Palomares                                            | PSPV-PSOE      | 30/06/1987                       | --                   |
| 1991–1995                     | Josefa Mateu Palomares                                            | PSPV-PSOE      | 15/06/1991                       | --                   |
| 1995–1999                     | Josefa Mateu Palomares                                            | PSPV-PSOE      | 17/06/1995                       | --                   |
| 1999–2003                     | Josefa Mateu Palomares                                            | PSPV-PSOE      | 03/07/1999                       | --                   |
| 2003–2007                     | Josefa Mateu Palomares                                            | PSPV-PSOE      | 14/06/2003                       | --                   |
| 2007–2011                     | Josefa Mateu Palomares                                            | PSPV-PSOE      | 16/06/2007                       | --                   |
| 2011–2015                     | Josefa Mateu Palomares Joaquín Mateu Vinaches Rafael Vila Noguera | PSPV-PSOE      | 11/06/2011 22/10/2013 27/01/2015 | Dimissió/renúncia -- |
| 2015–2019                     | Rafael Vila Noguera                                               | PSPV-PSOE      | 13/06/2015                       | --                   |
| 2019-2023                     | Rafael Vila Noguera                                               | PSPV-PSOE      | 15/06/2019                       | --                   |
| Des de 2023                   | Rafael Vila Noguera                                               | PSPV-PSOE      | 17/06/2023                       | --                   |
| Fonts: Generalitat Valenciana |                                                                   |                |                                  |                      |

## Economia
La seua principal riquesa econòmica radica en el cultiu dels tarongers. La indústria, a pesar de comptar amb una fosa de metalls i amb magatzems de taronja, no està prou desenvolupada per a exercir com a reactiu en el creixement demogràfic.

## Monuments
- Església del Rosari. De planta de creu llatina i amb cúpula.
- Palau de Tallada. Antic palau de la família Tallada, ara en estat de restauració.
- Safareig. Antic safareig ara en desús, destaca un mosaic del Crist del Perdó, patró de la localitat. Ara es troba en estat de restauració.

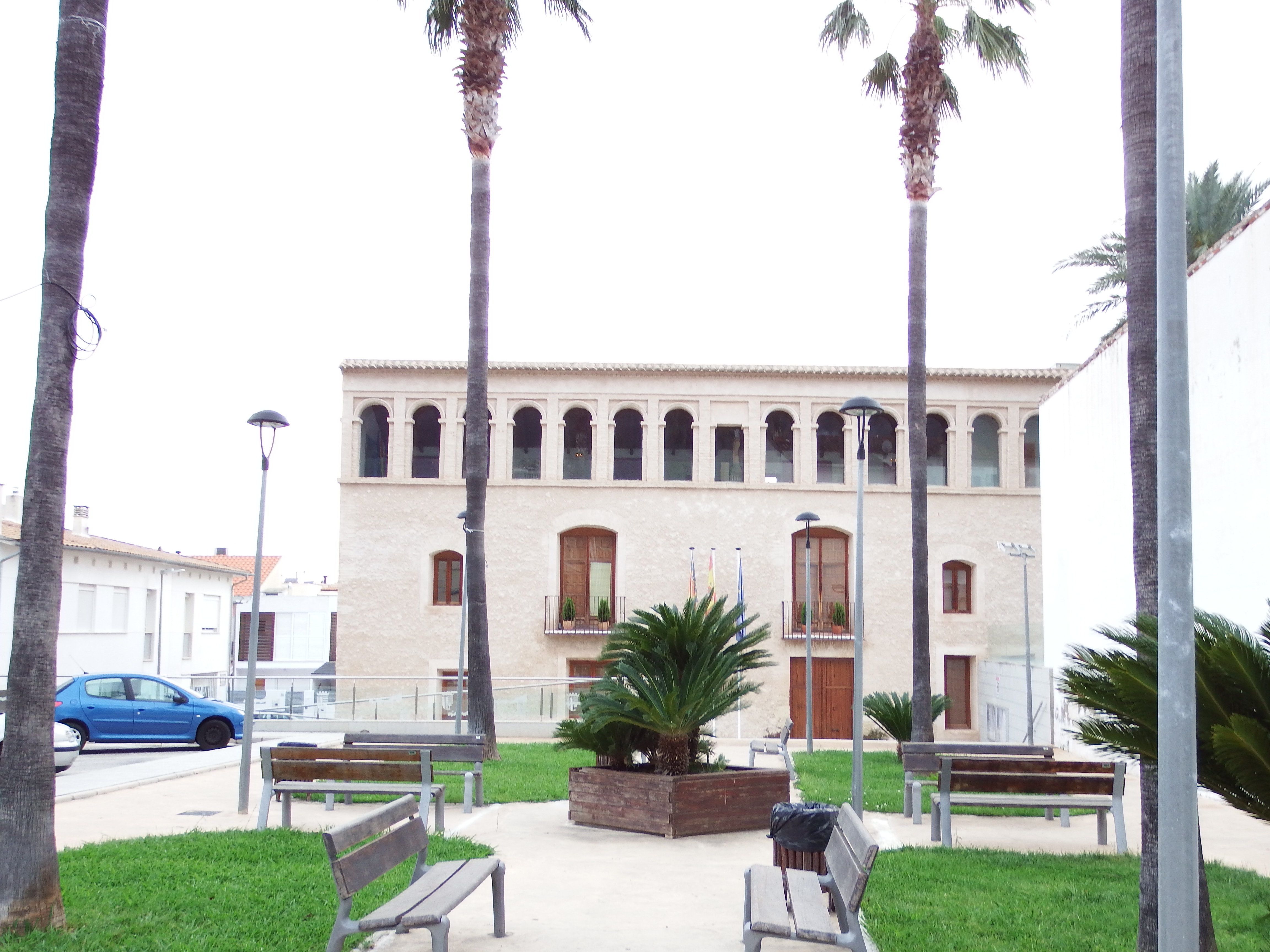
Palau de Tallada
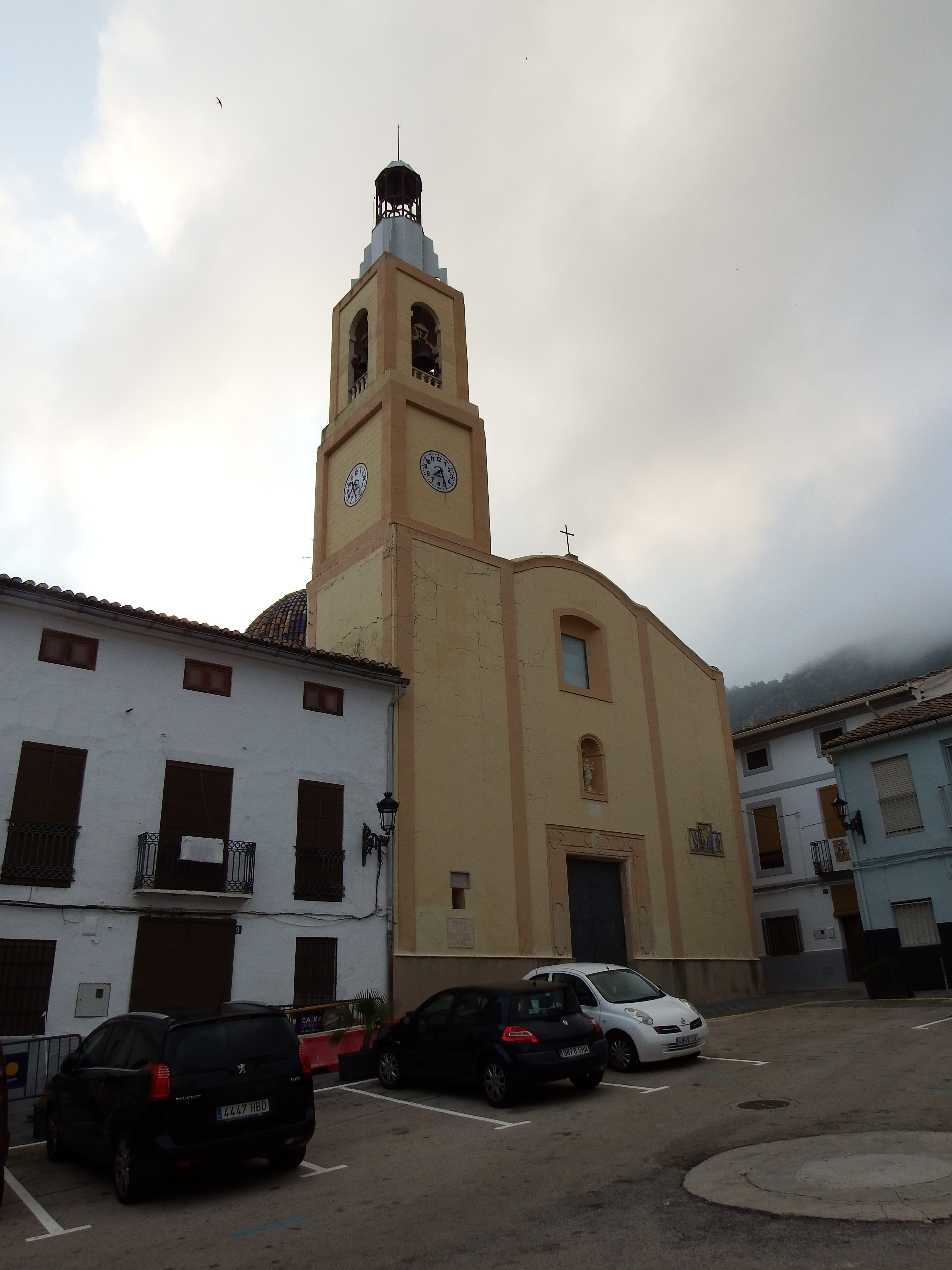
Església del Rosari

## Festes i celebracions
Celebra la seua festes patronals a la Verge del Rosari, a la Divina Aurora i al Crist del Perdó l'últim dilluns d'agost i els dos dies següents. Al costat de les festivitats religioses se celebren festivitats més populars com són la festa de les paelles, la festa de l'escuma o una discomòbil.
A més el poble celebra una setmana cultural a l'octubre, amb actes com el Passeig de la Senyera el dia 9 (Dia Nacional del País Valencià), campionats d'atletisme, un mercat medieval i altra festa de les paelles.

## Fills il·lustres
- Ramon Simarro i Oltra (Novetlè, 1822 - Xàtiva, 1855), pintor.
- José Pérez Ballester (Novetlè, 1905 - València, 1988), músic, compositor i director de banda.